# Tismana

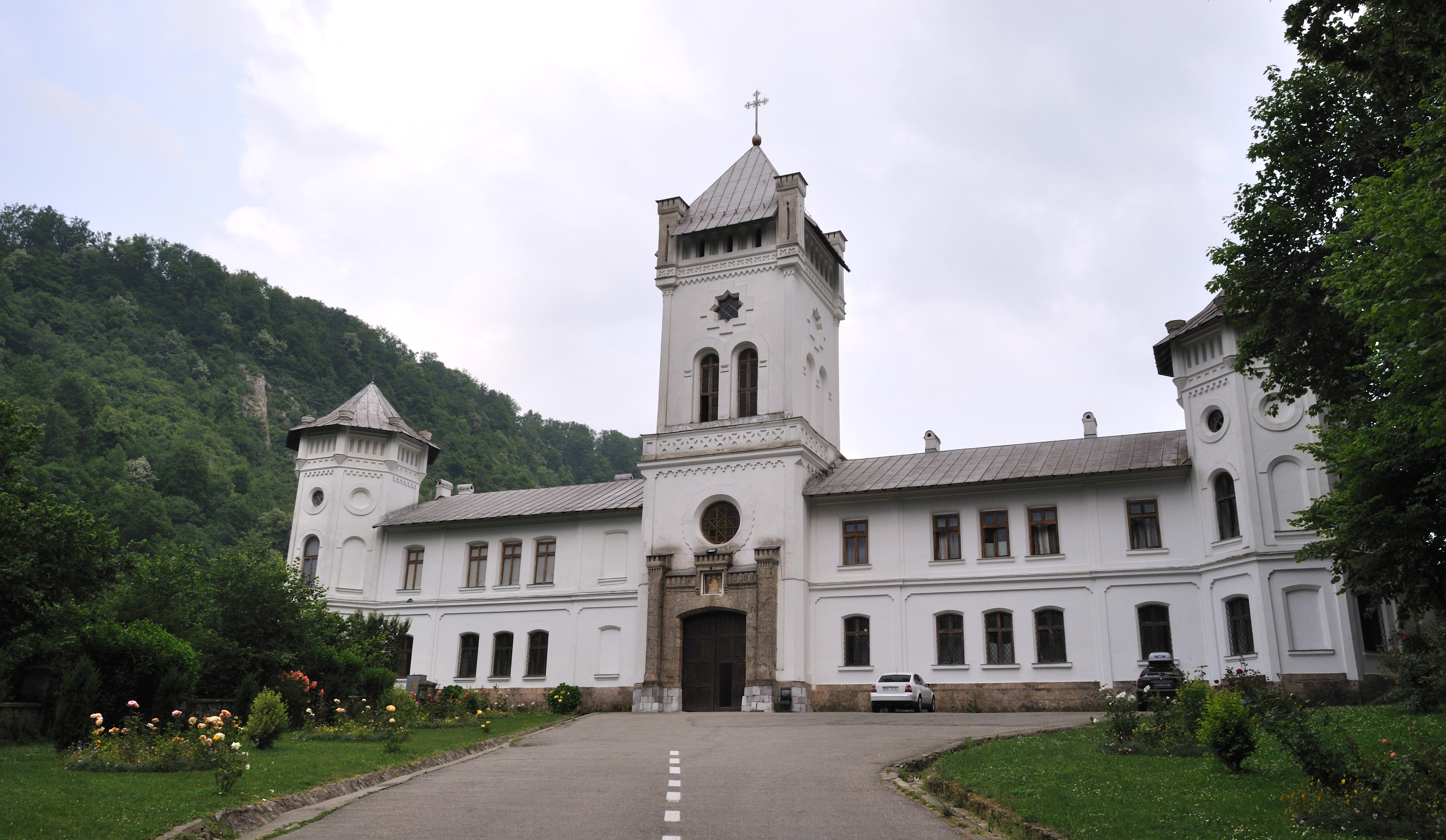

Tismana é uma cidade da Romênia com 7.578 habitantes, localizada no judeţ (distrito) de Gorj.